# Wilhelm Krumbacher
Wilhelm Krumbacher (* 6. Februar 1891 in München; † 30. April 1965 ebenda) war ein deutscher Kaufmann.

## Leben
Krumbacher besuchte die Volksschule in München und absolvierte von 1905 bis 1907 eine Lehre in einer Textilgroßhandelsfirma. 1908/09 besuchte er die Höhere Textilfachschule in Münchberg und war dann bis 1914 als kaufmännischer Angestellter bei Textilfirmen in Frankfurt a. Main, Worms und Zürich tätig. Nach Teilnahme am 1. Weltkrieg war er von 1919 an als selbstständiger Textileinzelhandelskaufmann in München niedergelassen (Textilhaus Wilhelm Krumbacher). Er war ab 1946 Vorsitzender des Landesverbands des bayerischen Einzelhandels und von 1951 an Vizepräsident der Hauptgemeinschaft des Deutschen Einzelhandels.
Vom 1. Juni 1956 bis zum Tod war er Mitglied des Bayerischen Senats.

## Auszeichnungen
1959 Bayerischer Verdienstorden